# Еральдо Мондзельйо
Еральдо Мондзельйо (італ. Eraldo Monzeglio, * 5 червня 1906, Віньяле-Монферрато — † 3 листопада 1981, Турин) — колишній італійський футболіст, захисник. По завершенні ігрової кар'єри — футбольний тренер.
Як гравець насамперед відомий виступами за клуби «Болонья» та «Рома», а також національну збірну Італії.
Чемпіон Італії. У складі збірної — дворазовий чемпіон світу. 

## Клубна кар'єра
Вихованець футбольної школи клубу «Казале». Дорослу футбольну кар'єру розпочав 1923 року в основній команді того ж клубу, в якій провів три сезони, взявши участь у 26 матчах чемпіонату. 
Своєю грою за цю команду привернув увагу представників тренерського штабу клубу «Болонья», до складу якого приєднався 1926 року. Відіграв за болонської команду наступні дев'ять сезонів своєї ігрової кар'єри. Більшість часу, проведеного у складі «Болоньї», був основним гравцем захисту команди. За цей час виборов титул чемпіона Італії.
1935 року перейшов до клубу «Рома», за який відіграв 4 сезони.  Граючи у складі «Роми» також здебільшого виходив на поле в основному складі команди. Завершив професійну кар'єру футболіста виступами за римську команду у 1939 році.

## Виступи за збірну
1930 року дебютував в офіційних матчах у складі національної збірної Італії. Протягом кар'єри у національній команді, яка тривала 9 років, провів у формі головної команди країни 33 матчі. 
У складі збірної був учасником двох переможних для італійців світових футбольних форумів — чемпіонату світу 1934 року в Італії та чемпіонату світу 1938 року у Франції.

## Кар'єра тренера
Розпочав тренерську кар'єру, повернувшись до футболу після невеликої перерви, 1946 року, очоливши тренерський штаб клубу «Комо».
Надалі очолював команди клубів «Про Сесто», «Наполі», «Монца», «Сампдорія», «Ювентус» та «К'яссо».
Останнім місцем тренерської роботи був клуб «К'яссо», команду якого Еральдо Мондзельйо очолював як головний тренер 1973 року.

## Титули і досягнення
- Чемпіон Італії (1):

«Болонья»:  1928–29
- Срібний призер Серії А (2):

«Болонья»: 1931–1932,
«Рома»: 1935–1936
- Володар Кубка Мітропи (2):

«Болонья»: 1932, 1934
- Фіналіст Кубка Італії (1):

«Рома»: 1936–1937
- Чемпіон світу (2):

Італія: 1934, 1938
- Володар Кубка Центральної Європи (2):

Італія: 1927-1930, 1933-1935
| Дата       | Місто     | Господарі      | Результат  | Гості          | Турнір                   | Голи | Примітки       |
| ---------- | --------- | -------------- | ---------- | -------------- | ------------------------ | ---- | -------------- |
| 11/05/1930 | Будапешт  | Угорщина       | 0 – 5      | Італія         | Кубок Центральної Європи | -    |                |
| 22/06/1930 | Болонья   | Італія         | 2 – 3      | Іспанія        | товариський матч         | -    |                |
| 22/02/1931 | Мілан     | Італія         | 2 – 1      | Австрія        | Кубок Центральної Європи | -    |                |
| 29/03/1931 | Берн      | Швейцарія      | 1 – 1      | Італія         | Кубок Центральної Європи | -    |                |
| 12/04/1931 | Порту     | Португалія     | 0 – 2      | Італія         | товариський матч         | -    |                |
| 20/05/1931 | Рим       | Італія         | 3 – 0      | Шотландія      | товариський матч         | -    |                |
| 15/11/1931 | Рим       | Італія         | 2 – 2      | Чехословаччина | Кубок Центральної Європи | -    |                |
| 13/12/1931 | Турин     | Італія         | 4 – 2      | Угорщина       | Кубок Центральної Європи | -    |                |
| 14/02/1932 | Турин     | Італія         | 3 – 0      | Швейцарія      | Кубок Центральної Європи | -    |                |
| 28/10/1932 | Прага     | Чехословаччина | 2 – 1      | Італія         | Кубок Центральної Європи | -    |                |
| 27/11/1932 | Мілан     | Італія         | 4 – 2      | Угорщина       | товариський матч         | -    |                |
| 01/01/1933 | Болонья   | Італія         | 3 – 1      | Німеччина      | товариський матч         | -    |                |
| 25/03/1934 | Мілан     | Італія         | 4 – 0      | Греція         | Відбір до ЧС 1934        | -    |                |
| 31/05/1934 | Флоренція | Італія         | 1 – 1 д.ч. | Іспанія        | ЧС 1934 - чвертьфінал    | -    |                |
| 01/06/1934 | Флоренція | Італія         | 1 – 0      | Іспанія        | ЧС 1934 - чвертьфінал    | -    |                |
| 03/06/1934 | Мілан     | Італія         | 1 – 0      | Австрія        | ЧС 1934 - півфінал       | -    |                |
| 10/06/1934 | Рим       | Італія         | 2 – 1 д.ч. | Чехословаччина | ЧС 1934 - Фінал          | -    | чемпіони світу |
| 14/11/1934 | Лондон    | Англія         | 3 – 2      | Італія         | товариський матч         | -    |                |
| 09/12/1934 | Мілан     | Італія         | 4 – 2      | Угорщина       | товариський матч         | -    |                |
| 17/02/1935 | Рим       | Італія         | 2 – 1      | Франція        | товариський матч         | -    |                |
| 24/03/1935 | Відень    | Австрія        | 0 – 2      | Італія         | Кубок Центральної Європи | -    |                |
| 27/10/1935 | Прага     | Чехословаччина | 2 – 1      | Італія         | Кубок Центральної Європи | -    |                |
| 24/11/1935 | Мілан     | Італія         | 2 – 2      | Угорщина       | Кубок Центральної Європи | -    |                |
| 05/04/1936 | Цюрих     | Швейцарія      | 1 – 2      | Італія         | товариський матч         | -    |                |
| 17/05/1936 | Рим       | Італія         | 2 – 2      | Австрія        | товариський матч         | -    |                |
| 31/05/1936 | Будапешт  | Угорщина       | 1 – 2      | Італія         | товариський матч         | -    |                |
| 25/10/1936 | Мілан     | Італія         | 4 – 2      | Швейцарія      | Кубок Центральної Європи | -    |                |
| 15/11/1936 | Берлін    | Німеччина      | 2 – 2      | Італія         | товариський матч         | -    |                |
| 13/12/1936 | Рим       | Італія         | 2 – 0      | Чехословаччина | товариський матч         | -    |                |
| 25/04/1937 | Турин     | Італія         | 2 – 0      | Угорщина       | Кубок Центральної Європи | -    |                |
| 23/05/1937 | Прага     | Чехословаччина | 0 – 1      | Італія         | Кубок Центральної Європи | -    |                |
| 31/10/1937 | Женева    | Швейцарія      | 2 – 2      | Італія         | Кубок Центральної Європи | -    |                |
| 05/12/1937 | Париж     | Франція        | 0 – 0      | Італія         | товариський матч         | -    |                |
| 15/05/1938 | Мілан     | Італія         | 6 – 1      | Бельгія        | товариський матч         | 1    |                |
| 05/06/1938 | Марсель   | Норвегія       | 1 – 2 д.ч. | Італія         | ЧС 1938 - 1/8 фіналу     | -    |                |
| Усього     |           | Матчів         | 35         |                | Голів                    | 0    |                |